# Evangelij po dvanajsterih
Evangelij po dvanajsterih je fragmentarno ohranjeno besedilo novozaveznih apokrifov. Omenja ga kar nekaj cerkvenih očetov, med njimi sveti Ambrož, sveti Hieronim in Origen. Edini ohranjeni deli besedila, ki se lahko nedvomno identificirajo z Evangelijem po dvanajsterih, so ohranjeni v Epifanovih Herezijah. Kot se zdi, se je evangelij začel s krstom.
Naslov evangelija kaže na apostole, to dejtvo pa je skupaj s kontekstom, ki se kaže pri cerkvenih očetih, večino strokovnjakov prepričalo, da gre za enega izmed judovskih evangelijev, ki je povezan bodisi z Evangelijem po ebionitih bodisi Evangelijem po Hebrejcih.